# Saipem

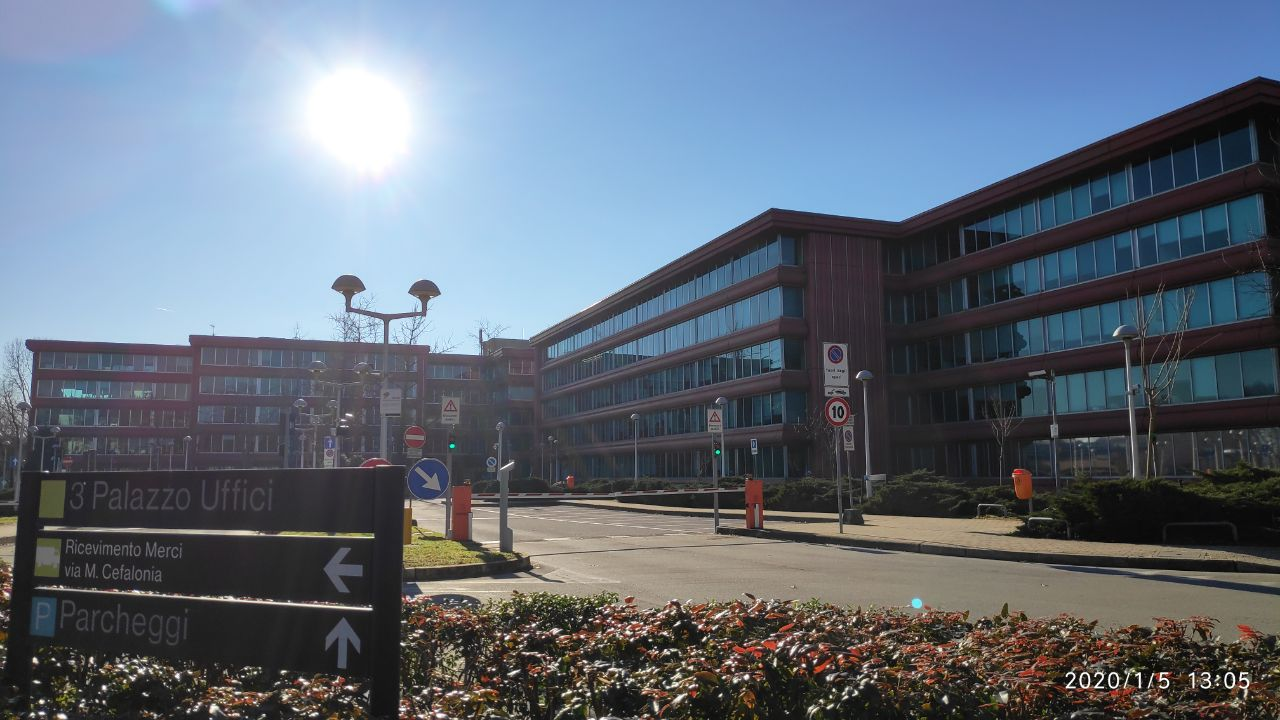
Ex Sede di Saipem a San Donato Milanese (Terzo Palazzo Uffici)

Saipem S.p.A. è una società per azioni costituita nel 1957 e operante nel settore della prestazione di servizi per il settore dell'energia e delle infrastrutture.
È presente in più di 50 paesi del mondo e impiega circa 30 000 dipendenti di oltre 120 diverse nazionalità; della sua flotta fanno parte le navi ammiraglie Saipem 7000, la terza nave gru più grande al mondo, e Castorone, tra le maggiori navi posatubi al mondo oltre ad essere una delle più sicure, efficienti e all'avanguardia del settore offshore.
La società è quotata nell'indice FTSE MIB della Borsa Italiana (Codice Isin: IT0005495657; Codice Alfanumerico: SPM) ed è stata inserita nel Dow Jones Sustainability Index, nel FTSE4Good e nel Global Compact delle Nazioni Unite.

## Storia

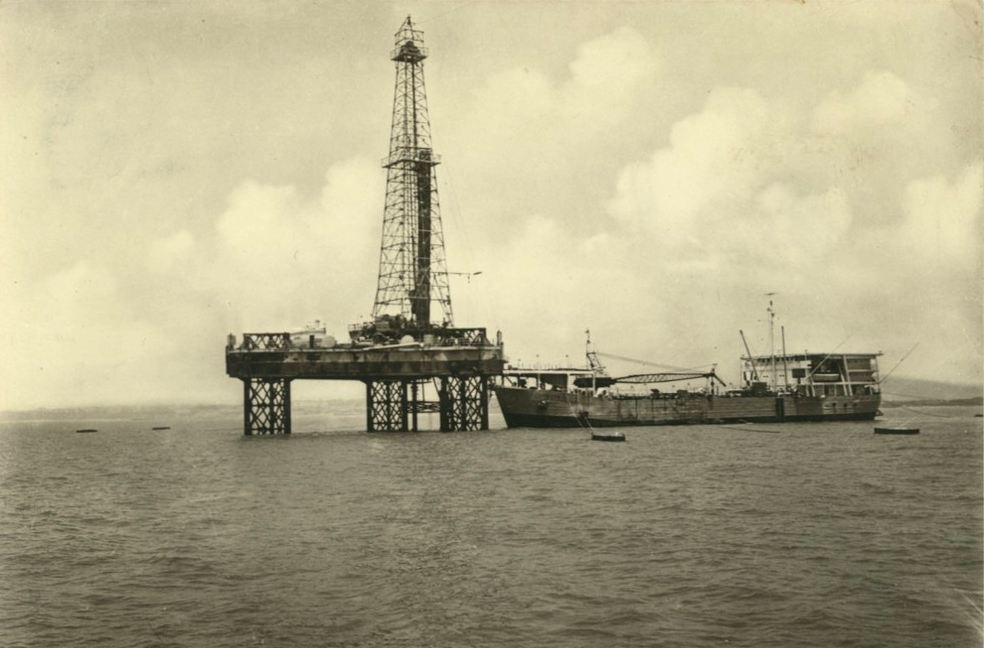
Primi anni '60: largo di Gela, Pozzo Gela 21 (AGIP): impianto di perforazione offshore Scarabeo e motonave Saipem di appoggio

### Le origini e i primi anni
Nell'immediato secondo dopoguerra, e soprattutto da quando al timone dell'allora AGIP e dell'Ente Nazionale Idrocarburi arriva Enrico Mattei, il gruppo inizia a esplorare la pianura padana alla ricerca di giacimenti sfruttabili e sviluppa la necessità di avere una struttura per la gestione e la manutenzione dei macchinari. Per questo, nell'ambito della Snam, una piccola azienda di trasporto e vendita di metano acquisita dall'Agip nel 1949, venne costituito un servizio tecnico, in particolare per la posa in opera delle tubazioni necessarie al trasporto del metano messo in produzione dai giacimenti scoperti.
A partire dal 1954, Snam costruisce in Egitto un oleodotto di 145 km in consorzio con un altro contrattista. A partire da questa commessa, l'attività contrattistica comincia ad assumere una sempre maggiore importanza e, nel 1956 viene costituita, per scorporo dalla Snam, una società denominata Snam Montaggi la quale incorpora nel 1957 una società di perforazione privata, la SAIP, operante dal 1940, acquisendo in quel momento la denominazione di Saipem, acronimo di "Società Azionaria Italiana Perforazioni E Montaggi".
Nel periodo del secondo dopoguerra, l'Italia si trovava in piena espansione economica. Nel 1957, Saipem sviluppò lo Scarabeo, la sua prima piattaforma offshore, considerata un'innovazione ingegneristica straordinaria. Lo stesso anno segnò anche la posa del primo pozzo offshore nel Golfo Persico, consolidando le proprie capacità in ambienti estremi.

### Anni 60 e 70
Negli anni '60, Saipem realizzò uno dei suoi primi grandi progetti internazionali: un gasdotto di 1.700 km che collegava Santa Cruz a Buenos Aires in Argentina. Parallelamente, la società convertì una petroliera della Seconda Guerra Mondiale nel Castoro 1, la sua prima nave posa-tubi, che fu precursore di una flotta tecnologicamente avanzata. Inoltre, grazie alla controllata Snamprogetti, introdusse una tecnologia brevettata per la produzione di urea, aprendo nuove opportunità nei mercati dei fertilizzanti e contribuendo all'agricoltura su scala industriale.
Inoltre, tra il 1961 e il 1972, Saipem ha consolidato il suo ruolo di leader pionieristico nel settore energetico e delle infrastrutture. Nel 1961, ha realizzato la prima piattaforma di produzione di petrolio in Europa, occupandosi della fabbricazione, del lancio e dell’installazione della struttura nel campo di Gela, al largo della Sicilia, segnando un importante traguardo per l’industria offshore europea. L’anno successivo, attraverso Snamprogetti, ha brevettato la tecnologia Urea Snamprogetti™️, un’innovazione che ha rivoluzionato la produzione di urea da anidride carbonica e ammoniaca, portando alla costruzione di impianti in Sicilia, Italia e Spagna.
Nel 1972, Saipem ha ulteriormente dimostrato la sua eccellenza tecnologica stabilendo un record nella posa di oleodotti offshore a 130 metri di profondità al largo di Gaeta, record poi superato con un’installazione a 560 metri al largo della Sicilia, confermando la sua capacità di affrontare e superare sfide tecniche sempre più ambiziose.

### Anni 80 e 90
Nel 1984, Saipem raggiunge una profondità di 7810 metri nel pozzo onshore di Suviana sull’Appenino italiano, confermalo come il più profondo in Italia.

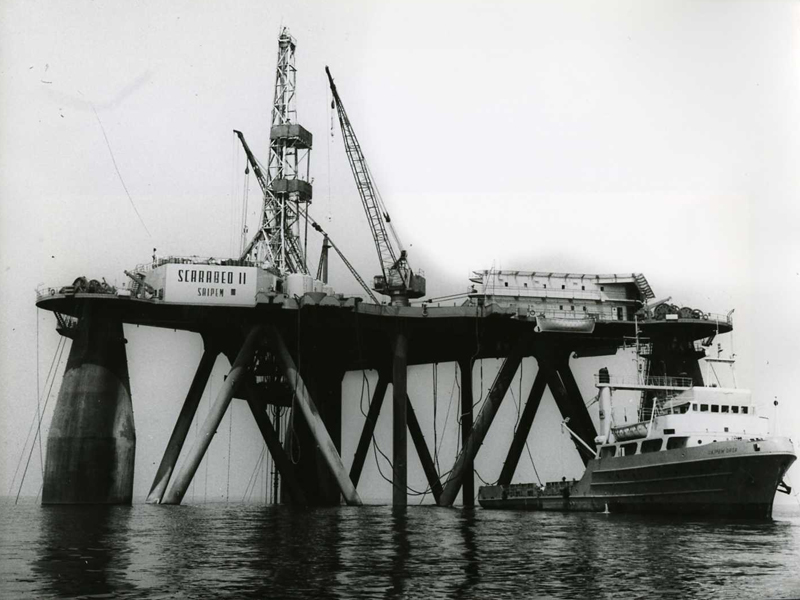
La Scarabeo II in opera nel Mare Adriatico nel 1967

Nel 1986, Saipem è stata quotata per la prima volta alla Borsa di Milano e alla Borsa di Parigi, segnando un’importante tappa nella sua espansione come azienda indipendente nel settore dell’ingegneria e dei servizi per l’energia. L’operazione ha permesso a Saipem di accedere a nuovi capitali per finanziare la crescita e il rafforzamento della propria posizione nel mercato internazionale. La doppia quotazione ha sottolineato la rilevanza della società sia nel contesto italiano che europeo, rafforzando la sua visibilità tra gli investitori istituzionali e privati.
Negli anni ’90, Saipem ha continuato a spingersi oltre i confini tecnologici nel settore energetico. Nel 1990, l’azienda ha progettato uno dei più grandi impianti di distillazione atmosferica del petrolio grezzo su un unico treno. Situato a Rabigh, in Arabia Saudita, l’impianto, con una capacità di 325.000 barili al giorno, ha stabilito nuovi standard nell’industria petrolifera, rappresentando un punto di riferimento per complessità e capacità operativa. 
Nel 1992, Saipem ha acquisito Sonat Subsea, conosciuta come “Sonsub”, un’azienda con competenze esclusive nel campo della robotica sottomarina. Questa acquisizione ha portato alla creazione del polo tecnologico di Marghera, che ha consolidato il know-how di Saipem nello sviluppo di tecnologie subacquee avanzate. Tra i progetti di rilievo sviluppati vi è il programma Hydrone, una flotta di droni sottomarini autonomi progettati per operare fino a 3.000 metri di profondità, rivoluzionando le operazioni di ispezione e intervento subacqueo.
Otto anni dopo, nel 1998, Saipem ha stabilito un record mondiale perforando un pozzo a una profondità di 8.012 metri sull’isola di Gozo, a Malta. L’impresa, realizzata con un impianto da 2.000 hp, ha consolidato la posizione dell’azienda come leader globale nelle perforazioni profonde.

### Saipem dagli anni 2000 ad oggi
Con l’avvento del nuovo millennio, Saipem mette a segno numerosi record, specialmente nel campo della posa di infrastrutture.
Nel 2001, Saipem ha raggiunto un record mondiale posando un gasdotto a una profondità di 2.150 metri nel Mar Nero. Utilizzando la torre J-lay della nave Saipem 7000, l’azienda ha aperto nuove possibilità per progetti in acque profonde, come il gasdotto Blue Stream. Il sistema J-lay, adottato da Saipem per le installazioni sottomarine, prevede l’abbassamento verticale dei tubi in mare, che assumono una caratteristica forma a “J” mentre raggiungono il fondale. Questa tecnica, particolarmente efficace in ambienti offshore complessi, consente una posa sicura e controllata anche a profondità estreme, riducendo lo stress meccanico sulle strutture.
Nel 2002, Saipem acquista la Bouygues Offshore, allargando ulteriormente la sua competenza nelle attività EPC offshore. Questa acquisizione ha rafforzato la posizione di Saipem nell'Africa occidentale e nella regione del Caspio.
Saipem ha realizzato nel 2004 il sollevamento più pesante al mondo in posizione ancorata, con un carico di 12.150 tonnellate per la piattaforma Sabratha al largo della Libia. Nello stesso anno, ha completato il gasdotto Greenstream, il più lungo mai posato nel Mediterraneo, che collega Mellitah (Libia) a Gela (Sicilia) per una lunghezza di 516 km.
Nel 2006, con l'acquisizione di Snamprogetti, Saipem è diventata leader nel settore onshore, includendo nuove tecnologie per il trattamento dei residui pesanti e la produzione di gas liquefatti.
Tra il 2010 e il 2011, Saipem ha installato il gasdotto Nord Stream nel Mar Baltico, il più lungo al mondo (2 x 1.224 km) e con il diametro maggiore (48 pollici). L’operazione, eseguita dalla nave Castoro Sei, ha richiesto 365 giorni di attività offshore continuativa.
Nel 2016, Saipem è stata oggetto di un’importante riorganizzazione societaria con il deconsolidamento da Eni. Questo processo è stato avviato con un aumento di capitale da 3,5 miliardi di euro, finalizzato a rafforzare la solidità finanziaria della società e a ridurre l’indebitamento.
Dal 2016, Saipem è attivamente coinvolta nella transizione energetica attraverso numerosi progetti nel settore dell'eolico offshore. Tra questi, spiccano il parco eolico di Dogger Bank nel Regno Unito, destinato a diventare il più grande al mondo, e il progetto Hywind, il primo parco eolico galleggiante, situato al largo della Scozia. In Francia, Saipem ha realizzato il parco eolico offshore di Fécamp, mentre in Scozia ha contribuito ai progetti Seagreen e Neart na Gaoithe. Queste iniziative evidenziano l'impegno dell'azienda nel promuovere soluzioni energetiche sostenibili e innovative.
Accanto a progetti eolici di rilievo, l’azienda è coinvolta nella realizzazione di infrastrutture ferroviarie ad alta velocità, come le tratte AV/AC Milano-Verona e Milano-Bologna, a chiara dimostrazione dell’approccio integrato di Saipem nel promuovere soluzioni avanzate per un futuro più sostenibile, combinando innovazione tecnologica e rispetto per l’ambiente.
Nel 2017, Saipem ha avuto un ruolo centrale nello sviluppo del giacimento di gas Zohr, il più grande mai scoperto nel Mediterraneo, avendo gestito ingegneria, approvvigionamento, costruzione e installazione. Il giacimento di Zohr ha rappresentato non solo una svolta energetica per l’Egitto, ma anche una vetrina della capacità di Saipem di affrontare progetti ad alta intensità tecnica con efficienza e rapidità.
Nel 2018 l'azienda ha realizzato per Oil Spill Response Limited (OSRL) l’Offset Installation Equipment (OIE), l'unico sistema esistente al mondo che consente di intervenire durante lo sversamento di un pozzo sottomarino quando l'accesso verticale diretto non è possibile.
Nel 2020 ha acquisito la CO2 Solutions, società canadese proprietaria di tecnologie relative alla cattura di CO2.
Oggi la società è uno dei più importanti fornitori di servizi a livello mondiale del settore della costruzione e manutenzione delle infrastrutture al servizio dell'industria energetica, con una operatività nei cinque continenti.
Attualmente, il gruppo Saipem comprende circa 90 società e consorzi, con sedi in tutto il mondo. Inoltre, Saipem dispone di 5 cantieri di fabbricazione e una flotta offshore di 21 navi da costruzione (di cui 17 di proprietà e 4 di proprietà di terzi e in gestione a Saipem) e 15 impianti di perforazione, di cui 9 di proprietà.
Saipem continua a ricoprire un ruolo di primo piano come contractor globale nei settori dell’energia e delle infrastrutture, ampliando costantemente le proprie competenze per affrontare le sfide della transizione energetica. Accanto all’esperienza consolidata nell’oil & gas, l’azienda è attiva in ambiti innovativi come riciclo delle plastiche, produzione di idrogeno ed energie rinnovabili, rafforzando il proprio posizionamento nell’economia circolare.

## Dati ufficiali
- Denominazione: Saipem S.p.A.
- Sede legale: Via Luigi Russolo 5 - 20138 Milano
- Codice fiscale: 00825790157

## Principali azionisti
Sulla base delle informazioni disponibili e delle comunicazioni ricevute ai sensi della delibera Consob 11971/99, al 29 gennaio 2020, gli azionisti possessori di quote superiori al 3% del capitale della Saipem S.p.A. sono:
- Eni S.p.A. - 21,19%
- CDP Industria S.p.A. (Cassa Depositi e Prestiti) - 12,82%

Gli altri soci citati sono Fondi comuni di investimento che hanno in carico quote della società in conto gestione del risparmio.

## Dati economici e finanziari
Il portafoglio ordini del gruppo ammontava al 31 dicembre 2007 a circa 15,4 miliardi di Euro, di cui circa 2,8 miliardi di pertinenza della capogruppo.
Al 31 dicembre 2015, il gruppo Saipem vide il fatturato ridursi a 11,5 miliardi di Euro, discesa che coinvolse anche i risultati di bilancio con il reddito operativo sceso in territorio negativo a -452 milioni di euro e l'utile netto a -806 milioni rispetto ad una perdita pari a 230 milioni nel 2014. Le difficoltà furono dovute a strascichi di inchieste che hanno colpito il gruppo negli anni precedenti, oltre al calo nel prezzo del petrolio che pregiudica molti investimenti nel settore.
Il debito consolidato in carico alla capogruppo risultò pari a 2 miliardi di euro, in forte riduzione rispetto ai 5,4 miliardi del 2014 grazie alla ricapitalizzazione portata avanti nel febbraio 2016.
Il portafoglio ordini era di oltre 25 miliardi di euro a fine 2020.
Il portafoglio ordini comprensivo di società non consolidate al 31 dicembre 2023 ammonta a 29 892 milioni di euro.
Al 31 dicembre 2024, il portafoglio ordini, comprensivo delle società non consolidate, ammonta a 34.257 milioni di euro, segnando un nuovo massimo storico. L’utile netto si attesta a 306 milioni di euro, con un incremento del 70% rispetto al 2023. L’EBITDA adjusted raggiunge 1.329 milioni di euro, in crescita del 44% rispetto all’anno precedente. I ricavi per l’annualità 2024 ammontano a 14,55 miliardi di euro, con un incremento del 23% rispetto al 2023.

## Flotte e Cantieri

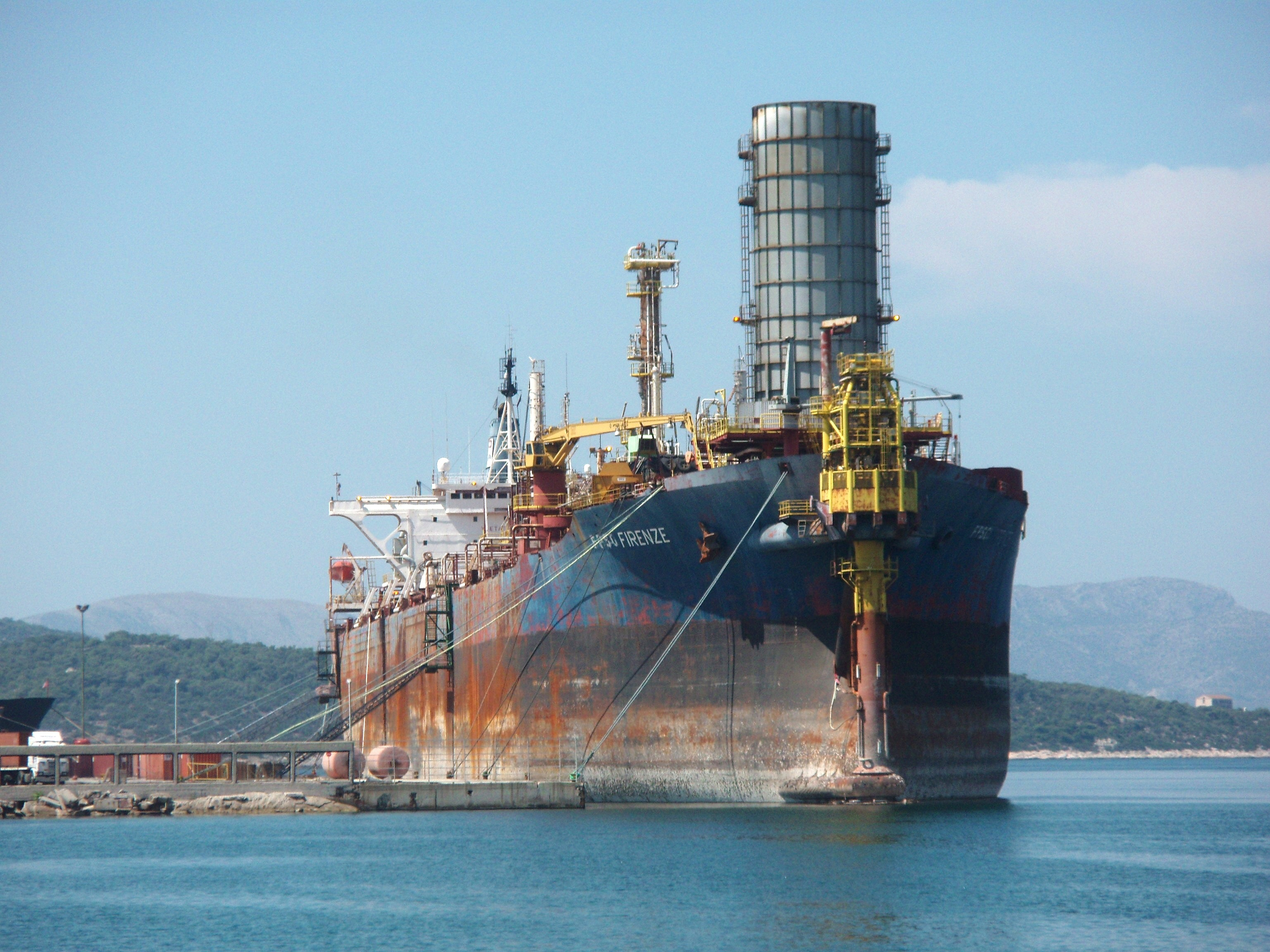
La FPSO Baleine (ex Firenze), ristrutturata nel 2012 e ceduta a Eni nel 2013. Dal 2024 opera al largo della Costa d'Avorio

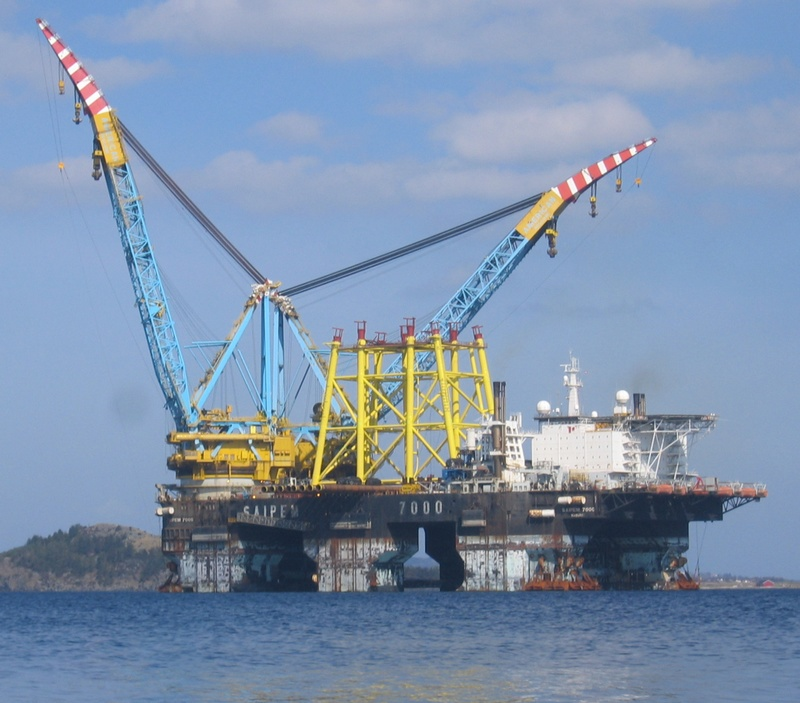
La Saipem 7000 (ex Micoperi 7000), nave utilizzata per la posa di pipelines con varo ad asse verticale (J-lay) ed operazioni di sollevamento, è il mezzo più avanzato che possiede la società milanese. È la nave utilizzata da Saipem per i progetti legati al mondo delle energie rinnovabili, in particolare l'eolico offshore

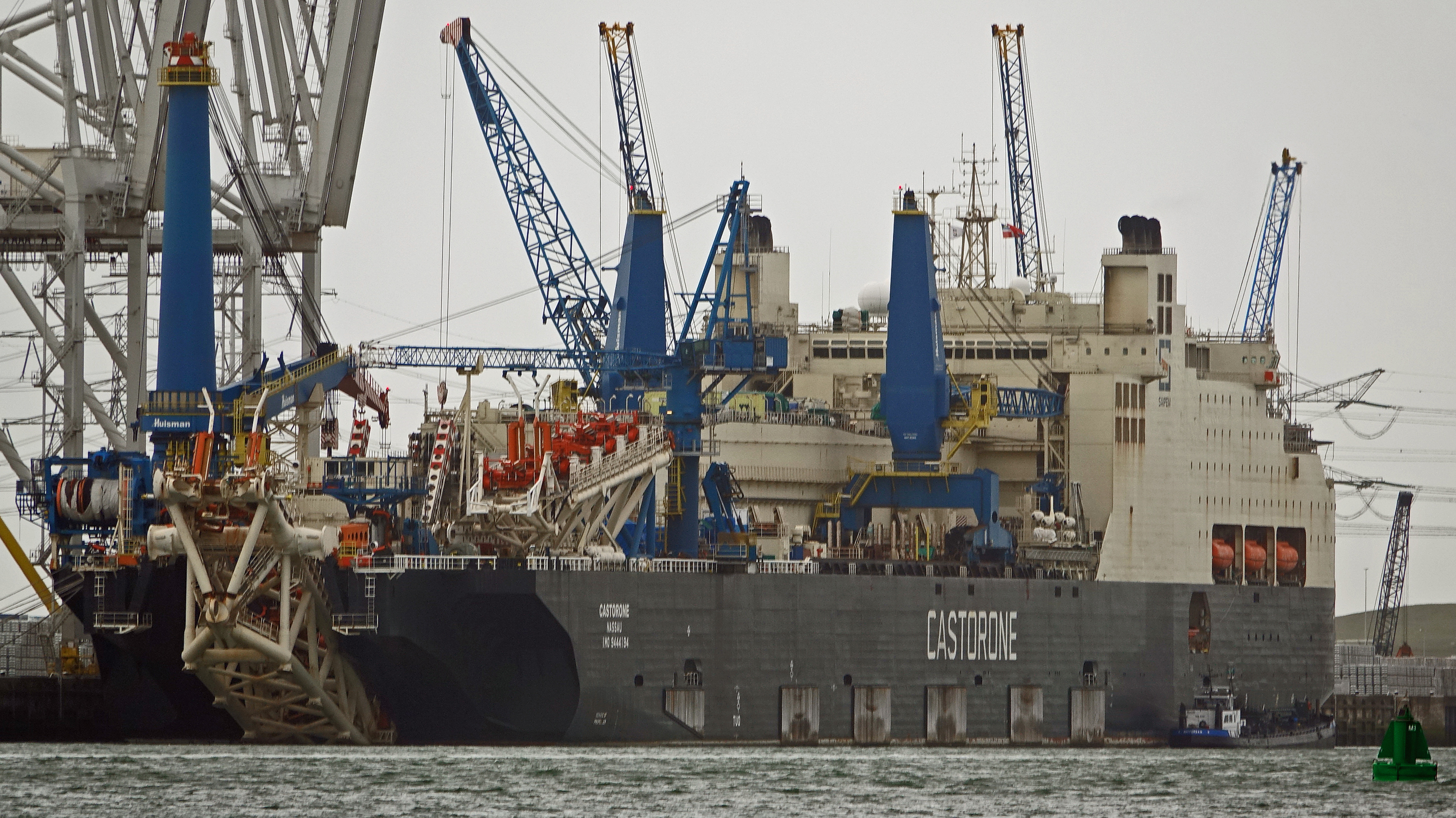
La nave posatubi Castorone, ammiraglia della flotta Saipem

### Flotta per attività di costruzione
- Castorone
- Castoro 10
- Castoro XI
- Castoro 12
- Castoro 14
- DE HE
- Saipem Endeavour
- JSD 600
- Saipem Constellation
- Saipem FDS
- Saipem FDS 2
- Saipem 3000
- Saipem 7000

- S 43
- S 44
- S 45
- S 46
- S 47
- Bautino 1

### Flotta FPSO (galleggiante di produzione, stoccaggio e scarico)
- FPSO Gimboa
- FPSO Baleine
- Kaombo Norte
- Kaombo Sul

### Flotta per attività di perforazione

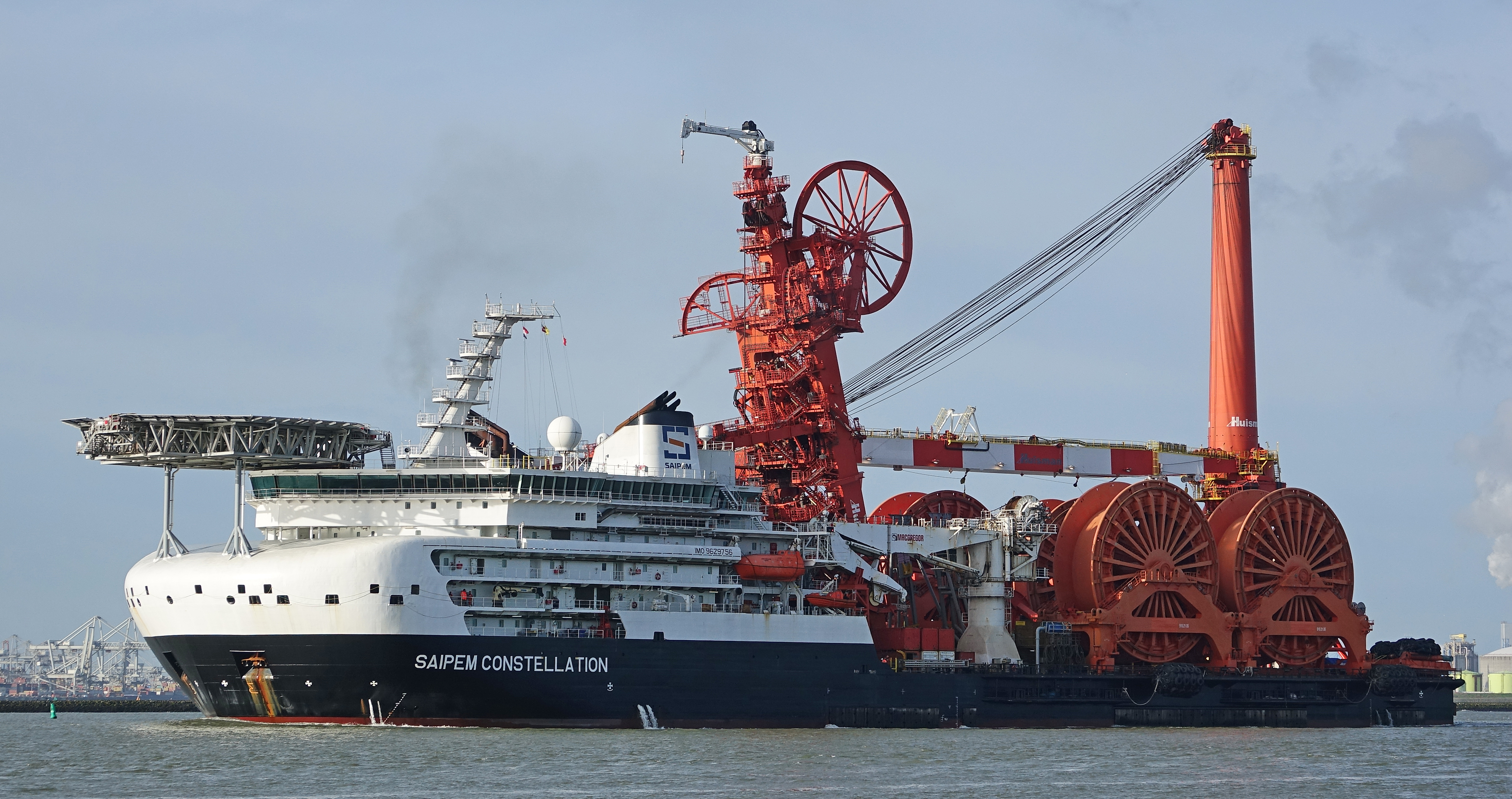
Saipem Constellation

- Saipem 10000
- Saipem 12000
- Scarabeo 3
- Scarabeo 8
- Scarabeo 9
- Perro Negro 4
- Perro Negro 7
- Perro Negro 8
- Perro Negro 10
- Perro Negro 12
- Pioneer
- Deep Value Driller
- Santorini

### Cantieri
- Ambriz, Angola
- Arbatax, Italia
- Dammam, Arabia Saudita
- Guarulà, Brasile
- Karimum, Indonesia